# Тыряткин, Анатолий Степанович
Анатолий Степанович Тыряткин (род. 23 августа 1946, Куйбышев, СССР) — советский футболист, полузащитник. Тренер.

## Биография
Начал свою карьеру в 1962 году в куйбышевской команде «Волга» (первый тренер — Михаил Сенин).
В 1965 году перешёл в куйбышевский «Металлург» по приглашению старшего тренера команды Фёдора Новикова. В первом же официальном матче за «Металлург», который состояся в Пензе против команды «Труд» в розыгрыше кубка СССР Тыряткин забил свой первый гол, случилось это 25 апреля, за неделю до старта первенства. В первом же сезоне за команду стал лучшим бомбардиром — 10 мячей, повторив свой результат в 1967 году. Выступал за команду в течение 4-х сезонов став одним из восьми «старожилов» клуба, сыграв более 100 матчей.
В связи с уходом в середине сезона 1968 года старшего тренера команды Фёдора Новикова по окончании сезона также покинул команду перейдя в саратовский «Сокол», с которым добился своих наивысших футбольных достижений: 5 место в Чемпионате СССР по футболу 1969 года во 2 подгруппе второй группы класса «А» и ⅛ кубка СССР.
В 1970 году принял приглашение своего наставника Фёдора Новикова перейти в «Строитель» (Уфа). Где отыграл два года, и был призван на воинскую службу в СКА (Куйбышев), где прослужил 1 год и в составе которого становился серебряным призёром первенства Вооруженных сил СССР вместе с Виктором Антиховичем (будущим наставником «Крыльев Советов») и Владимир Гуженков (будущим тренером хоккейного отделения ДЮСШ ВАЗа) и призёром турниров Куйбышевской области.
В 1972 году принял приглашение тольяттинской команды «Торпедо», но через полгода снова был призван на воинскую службу. Отыграв полноценный сезон 1974 года, в 1975 году стал реже попадать в состав. Перед началом второго круга в тольяттинском коллективе было решено омолодить команду, и расстаться с Тыряткиным, Кораблёвым, Жаворонковым, Киреевым, Скотниковым — отцом Татьяны Скотниковой, капитаном сборной России (жен.). Тыряткин завершил футбольную карьеру.
Перед началом сезона 1988 принял приглашение войти в тренерский штаб «Торпедо». С 1990 главный тренер. В середине 1992 года покинул пост главного тренера «Торпедо» по семейным обстоятельствам.
С 1994 года главный тренер «Агидель» (Уфа), который в 1996 году прекратил существование по финансовым причинам.

## Достижения

### достижения игрока
командные
Чемпионат СССР по футболу
- 5 место (2 подгруппа второй группы класса «А» 1969 год)

Чемпионат Вооружённых Сил СССР по футболу
- серебряный призёр (1): 1971

Чемпионат Куйбышевской области по футболу
- серебряный призёр (2): 1971, 1972

Кубок Куйбышевской области по футболу
- обладатель (1): 1971

личные
- Лучший бомбардир команды «Металлург» в 1965 году (10 мячей)[9], за который провёл более 100 матчей[10].

### достижения тренера
командные
Вторая низшая лига СССР по футболу
- серебряный призёр (1): 1990 (зона 7)

## Клубная статистика
| Выступление      | Выступление      | Выступление      | Чемпионат | Чемпионат | Кубок | Кубок | Прочие | Прочие | Итого | Итого |
| Клуб             | Лига             | Сезон            | Игры      | Голы      | Игры  | Голы  | Игры   | Голы   | Игры  | Голы  |
| ---------------- | ---------------- | ---------------- | --------- | --------- | ----- | ----- | ------ | ------ | ----- | ----- |
| Металлург        | D3               | 1965             | 35        | 10        | 4     | 2     | —      | —      | 39    | 12    |
| Металлург        | D3               | 1966             | 30        | 4         | —     | —     | —      | —      | 30    | 4     |
| Металлург        | D3               | 1967             | 0         | 10        | —     | —     | —      | —      | 0     | 10    |
| Металлург        | D2               | 1968             | 34        | 5         | 1     | 0     | —      | —      | 35    | 5     |
| Металлург        | Итого            | Итого            | 99        | 29        | 5     | 2     | —      | —      | 104   | 31    |
| Сокол            | D2               | 1969             | 2         | 0         | 1     | 0     | —      | —      | 3     | 0     |
| Сокол            | Итого            | Итого            | 2         | 0         | 1     | 0     | —      | —      | 3     | 0     |
| Строитель        | D2               | 1970             | 31        | 4         | —     | —     | —      | —      | 31    | 4     |
| Строитель        | D3               | 1971             | 0         | 1         | —     | —     | —      | —      | 0     | 1     |
| Строитель        | Итого            | Итого            | 31        | 5         | —     | —     | —      | —      | 31    | 5     |
| Торпедо          | D3               | 1972             | 7         | 0         | —     | —     | —      | —      | 7     | 0     |
| Торпедо          | D3               | 1973             | 11        | 1         | —     | —     | —      | —      | 11    | 1     |
| Торпедо          | D3               | 1974             | 36        | 3         | —     | —     | 2      | 1      | 38    | 4     |
| Торпедо          | D3               | 1975             | 9         | 0         | —     | —     | —      | —      | 9     | 0     |
| Торпедо          | Итого            | Итого            | 63        | 4         | —     | —     | 2      | 1      | 65    | 5     |
| Всего за карьеру | Всего за карьеру | Всего за карьеру | 195       | 38        | 6     | 2     | 2      | 1      | 203   | 41    |